# Udaipurwati
Udaipurwati é uma cidade e um município no distrito de Jhunjhunun, no estado indiano de Rajasthan.

## Demografia
Segundo o censo de 2001, Udaipurwati tinha uma população de 27,831 habitantes. Os indivíduos do sexo masculino constituem 52% da população e os do sexo feminino 48%. Udaipurwati tem uma taxa de literacia de 56%, inferior à média nacional de 59.5%: a literacia no sexo masculino é de 69% e no sexo feminino é de 43%. Em Udaipurwati, 19% da população está abaixo dos 6 anos de idade.